# رشيقة
رشيقة أو ناعمة أو أبرونيا (الاسم العلمي Abronia)، جنس سحالي من فصيلة الحنجوفيات المستوطنة في العالم الجديد. يمتد أعطان أنواعها من أمريكا الوسطى في المكسيك إلى شمال شرق أمريكا الجنوبية. وأغلب أنواعها شجرية الموئل.